# Theodor Westrin (jurist)
Theodor Westrin, född den 20 februari 1840 i Asarums socken, Blekinge län, död den 25 augusti 1908 i Stockholm, var en svensk jurist. 
Westrin blev student vid Lunds universitet 1858 och avlade examen till rättegångsverken där 1863. Han blev auskultant i Hovrätten över Skåne och Blekinge samma år, i Svea hovrätt samma år, extra ordinarie notarie där samma år, vice häradshövding 1868, tillförordnad fiskal i Svea hovrätt 1870, adjungerad ledamot där 1872, konstituerad fiskal 1875, ordinarie fiskal 1876, assessor 1880 och hovrättsråd 1890. Westrin blev riddare av Vasaorden 1883 och av Nordstjärneorden 1891 samt kommendör av andra klassen av Vasaorden 1898 och av Nordstjärneorden 1904.